# Michael Höhle
Michael Höhle (* 1961 in Kyritz) ist ein deutscher römisch-katholischer Kirchenhistoriker.

## Leben
Er studierte Theologie in Erfurt, Berlin und Bonn, wo er 1996 promoviert und 2001 habilitiert wurde. Seit 1989 ist seelsorglich im Dienst der Erzdiözese Berlin tätig. Seit 2002 lehrt er an der FU Berlin und in Frankfurt (Oder) an der Europa-Universität Viadrina, wo er seit 2006 nach der Umhabilitation zum außerplanmäßigen Professor für Mittlere und Neuere Kirchengeschichte ernannt wurde. Seit 2005 ist er Pfarrer der Gemeinde Heilige Familie (Berlin-Prenzlauer Berg). Er ist Vorsitzender des Diözesangeschichtsvereins im Erzbistum Berlin und Redakteur des Wichmann Jahrbuchs des Diözesangeschichtsvereins Berlin.
Seine Forschungsschwerpunkte sind Geschichte des Christentums, religiöse Bewegungen, Reformationsgeschichte und Kirchengeschichte Berlins und Brandenburgs.

## Schriften (Auswahl)
- Die Gründung des Bistums Berlin 1930 (= Veröffentlichungen der Kommission für Zeitgeschichte. Reihe B. Band 73). Schöningh, Paderborn/München/Wien/Zürich 1996, ISBN 3-506-79978-9 (zugleich Dissertation, Bonn 1996).
- Universität und Reformation. Die Universität Frankfurt (Oder) von 1506–1550 (= Bonner Beiträge zur Kirchengeschichte. Band 25). Böhlau, Köln/Weimar/Wien 2002, ISBN 3-412-15101-7 (zugleich Habilitationsschrift, Bonn 2001).